# Ampullifera
Ampullifera är ett släkte av svampar. Ampullifera ingår i divisionen sporsäcksvampar och riket svampar.